# Agartha

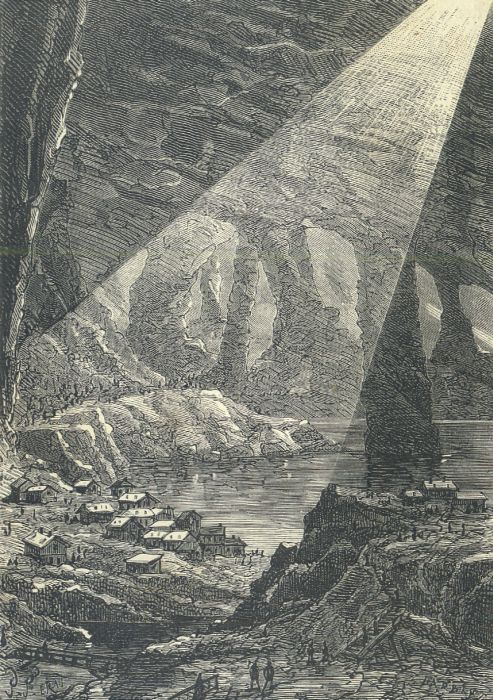
En by i en gruva, såsom visualiserad av Jules Férat för Vernes Les Indes noires (1877).

Agartha (även Agartta, Agharti, Agarath, Agarta, Agharta eller Agarttha) är en mytomspunnen stad eller kungarike som sägs vara beläget i jordens inre. Det är ofta benämnt i samband med tron på en ihålig jord. Agartha har sedan slutet på 1800-talet varit ett populärt fenomen inom västerländsk esoterism, då framför allt kopplat till tanken om jorden som ihålig. Agartha förknippas eller förväxlas ofta med Shambhala (Hindi: Aryavartha) som figurerar inom Vajrayana-buddhismen och tibetanska Kalachakra-läror. Under mellankrigstiden blev tyska ockultistgrupper såsom Thulesällskapet engagerade i begreppet Agartha som en gömd civilisation, då man ansåg att det likt Atlantis kunde vara ett möjligt hemland för arierna.
Agartha var länge ett populärt koncept, men under det senaste århundradet har intresset för det likt det för en ihålig jord avtagit allteftersom vetenskapen kunnat motbevisa det. Man tror att konceptet om ett underjordiskt rike populariserades genom myter som de om det kristna helvetet och Hades inom det grekiska mytologin.  
Myten om Agartha förblev frånsett från ett fåtal "östligt initierade" mestadels obskyr i Europa tills det att Gérard Encausse omarbetade och återpublicerade en detaljerad teosofisk redogörelse från 1886 av den franske ockultisten Alexandre Saint-Yves d'Alveydre (1842–1909), boken Mission de l'Inde en Europe, år 1910.

## Inom litteraturen

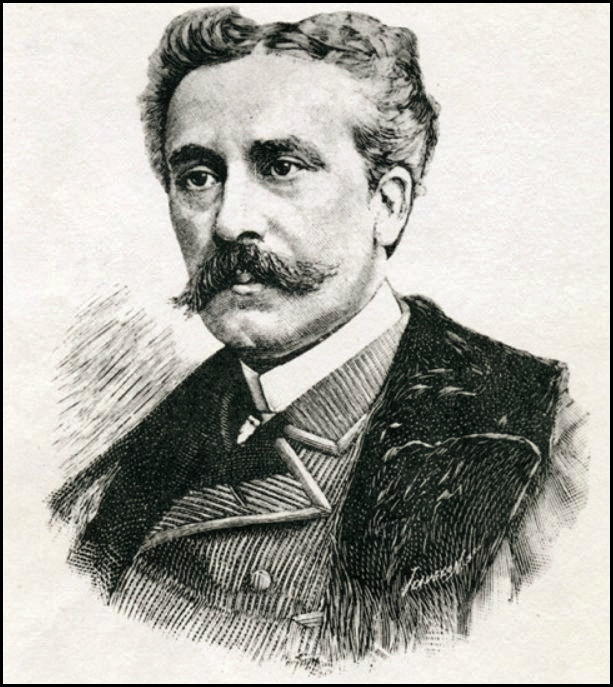
Alexandre Saint-Yves d'Alveydre

### Mission de l'Inde en Europe
Den franska synarkistiska occultisten och skribenten Alexandre Saint-Yves publicerade 1886 boken Mission de l'Inde en Europe. I boken beskrivs hur Saint-Yves 1885 ska ha besökts av en grupp "östligt initierade" varav en av dem ska ha varit en prins vid namn Hardjij Scharipf. Det var efter detta möte som han började förknippa synarkin med "uppstigna mästare" som anses vara andligt upplysta varelser som i tidigare inkarnationer var vanliga människor, men som har genomgått en serie andliga omvandlingar. Dessa "uppstigna mästare" var i hans värld de som skulle styra i det synarkistiska utopisamhället. Dessa "uppstigna mästare" kommunicerade enligt Saint-Yves med honom telepatiskt från grottor i Agartha. Saint-Yves trodde att en forntida synarkistisk världsregering överfördes till underjords-civilisationen Agartha i början av Kali Yuga-åldern, omkring 3 200 f.Kr. Denna utövar i det fördolda sin totala makt över jorden och styr även evolutionen.
Orolig av att han i sin bok hade avslöjat för mycket och uppenbarligen under inflytande av sina orientaliska kontakter förstörde han alla utom två exemplar av denna bok. Varav en av dem ägdes av Gérard Encausse. Det var Gérard Encausse som med publiceringen av hans omarbetade version av Mission de l'Inde en Europe 1910 som på riktigt populariserade begreppet Agartha. Det var via hans återpublicering av verket nästan 25 år efter att det först gavs ut som Fraternité des Polaires i Frankrike och Thulesällskapet i Tyskland plockade upp begreppet.

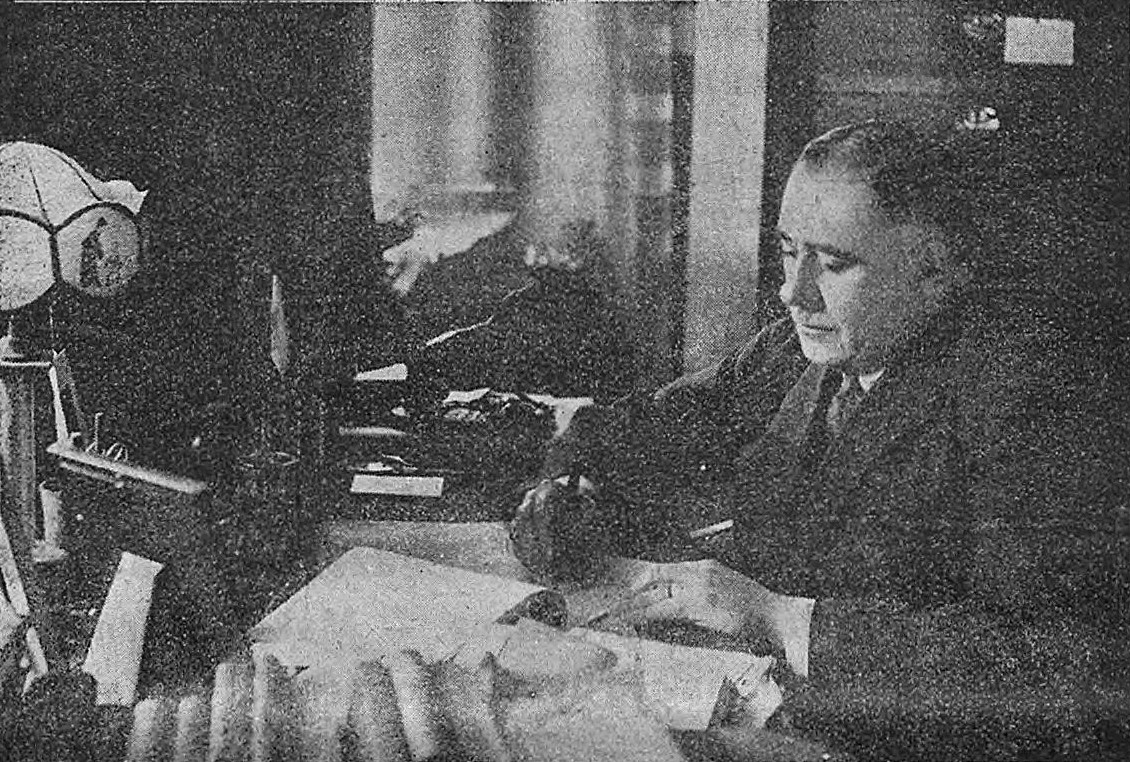
Ferdynand Antoni Ossendowski

### Odjur, människor och gudar
I sin bok Odjur, människor och gudar från 1922, återberättar den polske upptäcktsresanden och äventyrsberättaren Ferdynand Ossendowski, verksam i framför allt Asien, en berättelse som enligt han själv förmedlats till honom under en av hans resor till Mongoliet om ett underjordiskt rike som existerade i jordens inre. Detta rike är i boken känt för ett fiktivt buddhistiskt samhälle som Agharti. Han berör dock aldrig från vem han skulle hört detta.

### Andra verk som nämner Agartha
Myten om Agartha utvecklades i slutet av 1800-talet och början av 1900-talet av flera ockulta författare:
- Helena Blavatsky (1831-1891) - Skrev att Agartha grundades för ungefär femton miljoner år sedan på vad som var en ö i "Gobisjön" - den nuvarande Gobiöknen - där "eldens herrar" och halvgudar, landade från planeten Venus. Helena hävdar att denna underjordiska värld kan ha inspirerat forntida religiösa övertygelser som Hades och helvetet.
- Louis Jacolliot (1837-1890) - Nämner Agartha i boken Les fils de Dieu.
- Nicolas Roerich (1874-1947) - I en bok där han beskriver sin personliga andliga strävan nämner han Agartha. Han berättar hur han ska ha kommit i kontakt med dess invånare på en resa, som hade till syfte att återlämna Cintamani-stenen.
- Earlyne Chaney - Hävdar (utan att ge några bevis) – att för många år sedan kom mycket avancerade varelser kallade Anunnaki till jorden från andra planeter. Dessa varelser tog med sig förbundsarken - som nämns i Bibeln, som var ett laservapen och en mekanism för att kontrollera gravitationen, vilket gjorde att Annu, ättlingarna till Anunnaki, kunde bygga de stora civilisationerna i Atlantis och Lemurien. Så småningom lämnade Anunnaki och lämnade jorden i händerna på Annu, som hade parat sig med jordbor. Allt eftersom tiden gick dominerades Atlantis av det mörka brödraskapet, Belials söner. Annu, som insåg att förstörelsen av Atlantis närmade sig, flydde till andra regioner, särskilt Egypten. Med sitt antigravitationsverktyg förbundsarken hjälpte de till att bygga pyramiderna (cirka 3100 f.Kr.), de använde även dessa laservapen för att borra djupt under jorden, bygga tunnlar och underjordiska städer. När syndafloden och polskiftet var på väg att förstöra Atlantis och Lemurien, gick annuerna in i sina städer på inre jorden genom Cheopspyramiden. De förseglade sedan pyramiden för att hindra jordbor från att upptäcka deras underjordiska värld.

## Mytologi och beskrivningar

### Tolkningar
Agartha förknippas eller förväxlas ofta med Shambala eftersom de bägge innehåller liknande drag och det faktum att det är mycket möjligt att Shambala kan ha varit en inspiration till myten om Agartha. Shambala figurerar framträdande i Vajrayana-buddhismen och tibetanska Kalachakra-läror och har fotplantat sig i väst tillföljd av teosofer som Helena Blavatsky och Teosofiska Samfundet. Många teosofer betraktar Agartha som ett stort komplex av grottor under Tibet bebodda av halvgudar, kallade asuror. 
Myterna om idealsamhället Shambhala är motsägelsefulla. Riket kan ses både som ett verkligt, materiellt rike och som ett själsligt tillstånd. Oavsett vilket så är det få förunnat att nå dit. Till det krävs närmast övermänskliga ansträngningar eller mångårig meditation.

### Shambhalariket

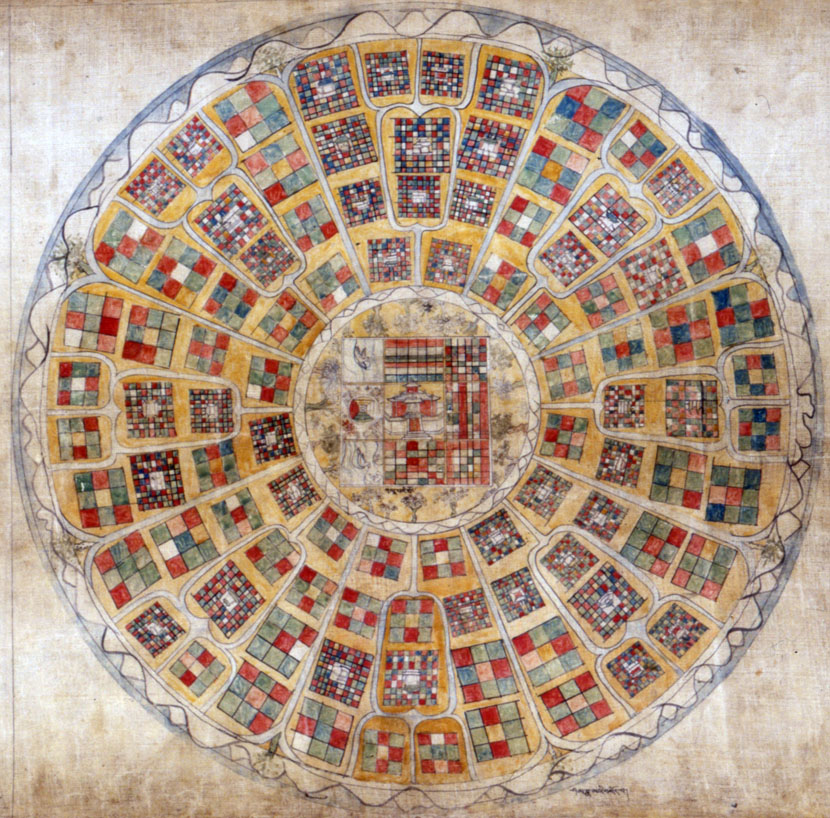
Karta över Shambala

I centrum av Shambhala finns huvudstaden Kalapa. Öster och väster om staden breder två halvmåneformade sjöar fyllda med juveler ut sig. På ytan flyter väldoftande blommor. I en park i söder har Shambhalas förste kung Sucandra anlagt en enorm mandala och i bergen norr om Kalapa finns helgedomar tillägnade helgon och gudomar. Mitt i huvudstaden ligger kungens gyllene palats med salar som är överdådigt prydda med ädelstenar och sidenmattor och innerst finns kungens tron.
Shambhala är format som en lotusblomma med åtta kronblad, åtta regioner skilda från varandra av floder och berg. Varje region är indelad i tolv furstendömen.
Invånarna lever i fred och harmoni, är aldrig sjuka eller hungrar. De äger också ädla stenar i överflöd, de är inte asketer men frossar inte heller, de ägnar sin mesta tid åt att studera Kalachakra. Människorna lever länge, kanske hundra år, men är inte odödliga. Efter sin död återföds de till en minst lika hög nivå.
Besläktad med myten om Shambhala är tron på gömda dalar i Himalaya. En sådan dal, en beyul, har skapats som en hemlig tillflyktsort vid fara. För att hitta dit krävs att den sökande har rätt karma. Shambhala och de gömda dalarna liknar varandra men stammar ur olika traditioner.

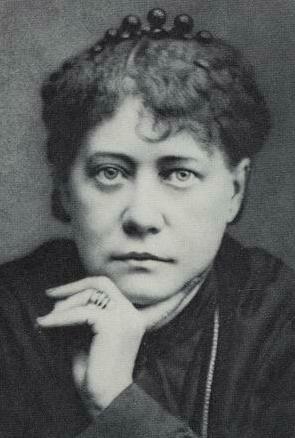
Den ryske teosofen Helena Petrovna Blavatsky.

### Blavatskys beskrivningar
Enligt den ryske teosofen och ockultisten Helena Blavatsky består Agartha av flera kontinenter, hav, berg och floder. Shambhala är endast en stad av många och även den mest centrala i Agartha. Det finns enligt henne omkring hundra underjordiska kolonier under jorden, alla utom en ganska nära ytan. Dessa underjordiska städer benämns som Agartha-nätverket. Deras seder varierar, men de följer en gemensam livsstruktur som är andligt orienterad i Melkisedeks läror. Varje stad har en befolkning på en halv miljon invånare, men Telos, en av städerna i Agartha under berget Shasta har ha 1,5 miljoner invånare.
Enligt Blavatsky finns det olika raser i Agartha, och varelserna som bor där kan variera mycket i utseende. Till exempel skulle en del av invånarna i Agartha komma från kontinenten Gondwana, nu försvunnen; Tack vare mätningarna av tidvattnet förstod de att en katastrof var på väg att drabba deras land, och de tog sin tillflykt till enorma underjordiska världar, upplysta av ett speciellt ljus (inte en sol). Hon hävdar även att varelserna som bor i Agartha inte kommunicerar som vanliga människor utan telepatiskt.

### Emersons beskrivningar
I boken The Smoky God skriven av Willis Emerson som sägs vara en biografi av den norska sjömannen Olaf Jansen, berättas om hur Jansen seglade igenom en öppning till jordens inre vid nordpolen. Under två år levde Jansen med ett folk som var tre meter i längd, och vars rike lystes upp av en "dimmig" sol. Huvudstaden skulle vara det ursprungliga Edens lustgård. Medan Emerson inte använder ordet "Agartha" så kommer det med i senare verk så som Agartha - Secrets of the Subterranean Cities. I den boken är Shamballa en av kolonierna som också var regeringens säte i det underjordiska nätverket. Medan Shamballa finns på en inre kontinent, så har den mindre satellitkolonier i jordens mantel, gömda inuti jordens berg. Folket flyttade under jorden på grund av krig och förödelse. 
Dessa krig skulle ha pågått mellan Atlantis och Lemuria, där kärnvapen användes, som eventuellt jämnade dessa städerna med marken. Saharaöknen, Gobiöknen och den australiska ökenstäppen, samt Amerikas södra ökenområden är enligt honom bevis på detta krig. De underjordiska städerna skapades som ett flyktingläger för både människor och historiska dokumentationer. Man tror att Lemuria, som befann sig i dagens Gobiöken, blev krossat av Atlantis i ett gigantiskt krig, som eventuellt även förgjorde Atlantis. De överlevande från Lemuria lever nu i fred och harmoni under jorden. Ledarna följer gamla seder och blandar sig inte i människans affärer. Det finns inget samarbete mellan dem heller. Ingångarna skyddas av en "illusions"-teknologi som döljer dem för blotta ögat, och kan inte förstås av modern vetenskap. Tibetanerna kallar dessa städer för stora bibliotek eftersom man tror att de sitter på otroligt mycket information från gamla tider.

### Steigers beskrivningar
Brad Steiger skriver i The Hollow Earth: Myth or Reality om "de gamlas legend". Dessa var ett folk som bodde ovan mark för flera miljoner år sedan, innan de flyttade under jorden. Dessa var otroligt intelligenta och vetenskapligt utvecklade, och de hade bestämt sig för att bo under jorden. Detta folk ska ha haft en särskilt lång livslängd, och existerat långt innan Homo sapiens, så länge som en miljon år innan. De har generellt hållit sig under jord, men kommer upp på ytan emellanåt för att kidnappa barn och forma dem i sin egen avbild.

### Shavers beskrivningar
En av de mer kontroversiella sagorna om det så kallade "inre folket" kommer från "Shaver-mysteriet". Under 1945 publicerades en historia som Richard Shaver sägs ha upplevt på riktigt, publicerat i tidningen Amazing Stories. Shaver påstod att han besökt en underjordisk civilisation, men få trodde på hans berättelse. Shaver påstod att "titanerna" kom till Jorden från ett annat solsystem i forntiden. Efter att de levt på jordens yta upptäckte de att solen skadade dem, och att de åldrades mycket snabbt, så de byggde underjordiska städer där de kunde bo. De beslutade senare att de försöka hitta en ny planet att bosätta sig på, och lämnade jorden med sina städer och sina robotar som senare blev förvrängda, kallade Dero. Men det fanns även goda robotar, kallade Tero. Det var Tero som Shaver sa att han hade mött.

## Påstådda ingångar

På 1800-talet presenterades flera olika teorier om vår jord som en ihålig planet. William Bradshaw kom 1892 med sin variant, där den underjordiska världen var kallades Atvatabar.

Man har hävdat att följande platser kan ha varit eller är ingångar till Agartha:
- Cueva de los Tayos i Ecuador
- Gobiöknen i Mongoliet
- Pyramiden i Giza, Egypten
- Iguazu-fallet i Argentina
- Mammoth-grottan i USA
- Manaus i Brasilien
- Mato-grottan i Brasilien
- Monte Epomeo i Italien
- Mount Shaste i Kalifornien
- Nordpolen
- Rama i Indien
- Sydpolen
- en brunn i Benares i Indien.

## Nationalsocialistisk esoterik

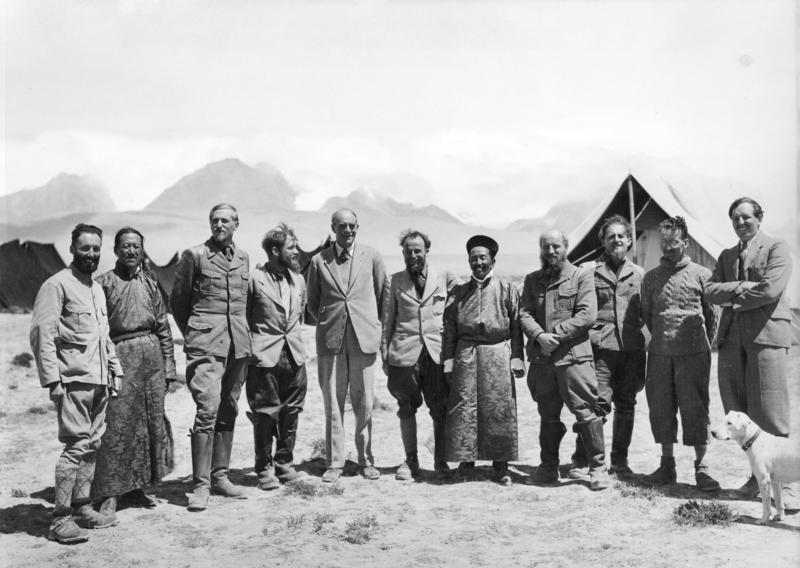
Ahnenerbe "forskare" i Tibet.

### Thulesällskapet och Ahnenerbe
Under mellankrigstiden blev tyska ockultistgrupper såsom Thulesällskapet engagerade i begreppet Agartha som en gömd civilisation, då man ansåg att det likt Atlantis kunde vara ett möjligt hemland för arierna. Det var bland annat Thulesällskapet och andra liknande ockulta germanska gruppers teorier och letande efter ett mytomspunnet "ariskt hemland" som inspirerade den nationalsocialistiska forskningsstiftelse Ahnenerbe, grundat av SS att inleda expeditioner till Tibet.

### Efterkrigstiden
Sedan 1945 har även nynazistiska författare föreslagit både Shambhala och Agartha som ariernas hemland, ibland omväxlande. Boken Arktos: The Polar Myth in Science, Symbolism, and Nazi Survival, av Joscelyn Godwin, diskuterar pseudovetenskapliga teorier om överlevande nazistiska element i Antarktis. Arktos är känt för sitt vetenskapliga tillvägagångssätt och granskning av många källor som för närvarande inte är tillgängliga någon annanstans i engelskspråkiga eller svenskspråkiga översättningar. Godwin och andra författare som Nicholas Goodrick-Clarke har diskuterat sambanden mellan esoterisk nazism och Vril-energi, de dolda Shambhala- och Agartha-civilisationerna och underjordiska UFO-baser, såväl som Hitlers och SS:s förmodade överlevnad i underjordiska Antarktiska baser i Neuschwabenland av vissa nynazister, eller i allians med hyperboréer från den underjordiska världen.